# 马来西亚农业发展研究所
马来西亚农业发展研究所（英語：Malaysian Agricultural Research and Development Institute，缩写为MARDI），是一个马来西亚政府机构，隶属于农业及食品工业部。此研究所成立于1969年10月28日，总部位于雪兰莪沙登，与博特拉大学毗邻。现任总监为莫哈末札巴威。
MARDI的主要角色为研究以及发展农业领域，如研发农作物与家畜的新品种、优化管理方式等。科技也使得精准农业蓬勃发展，可运用于稻田以提高产能，保障粮食安全。
除了进行研发项目，MARDI也推出了与农业相关的技术培训以及企业发展。
MARDI集结了相关领域的专家，从科学及工艺的角度，研发农业科技之余，亦帮助农业从事者发展，使农业领域至今仍作为马来西亚经济的主要支柱之一。

## 马来西亚农业博览公园

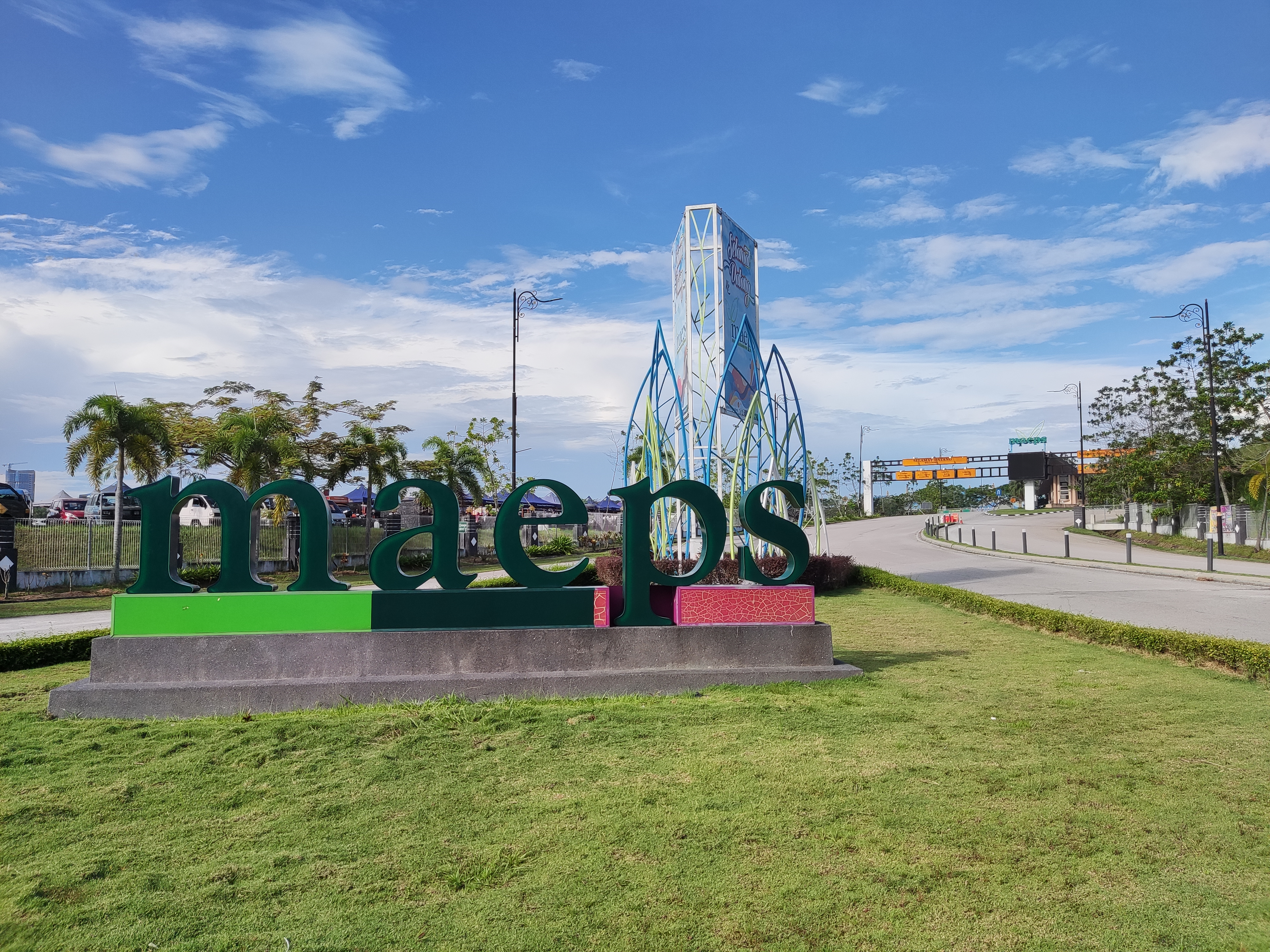
农业博览公园主入口
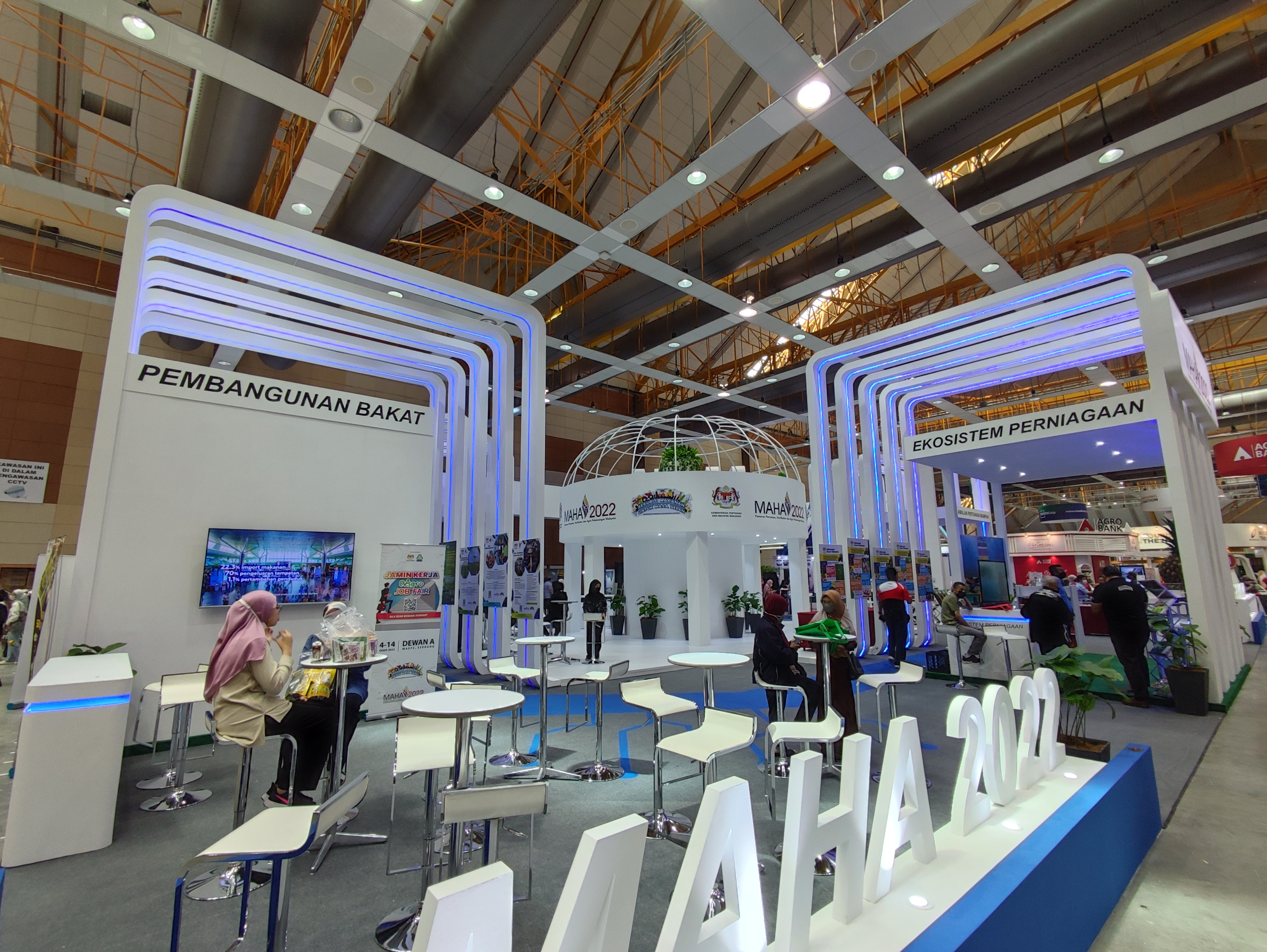
2022年农业、园艺及农业旅游展

## 外部連結
- 马来西亚农业发展研究所官网 （页面存档备份，存于）
- 马来西亚农业发展研究所脸书专页 （页面存档备份，存于）